# Krankenhaus Waldfriede
Das Krankenhaus Waldfriede ist ein freigemeinnütziges Akutkrankenhaus im Berliner Ortsteil Zehlendorf. Das 1920 gegründete Krankenhaus ist ein Akademisches Lehrkrankenhaus der Charité und Europäisches Ausbildungszentrum für Operationstechniken der Koloproktologie. Träger ist die evangelische Freikirche der Siebenten-Tags-Adventisten, die weltweit über 610 medizinische Einrichtungen unterhält.

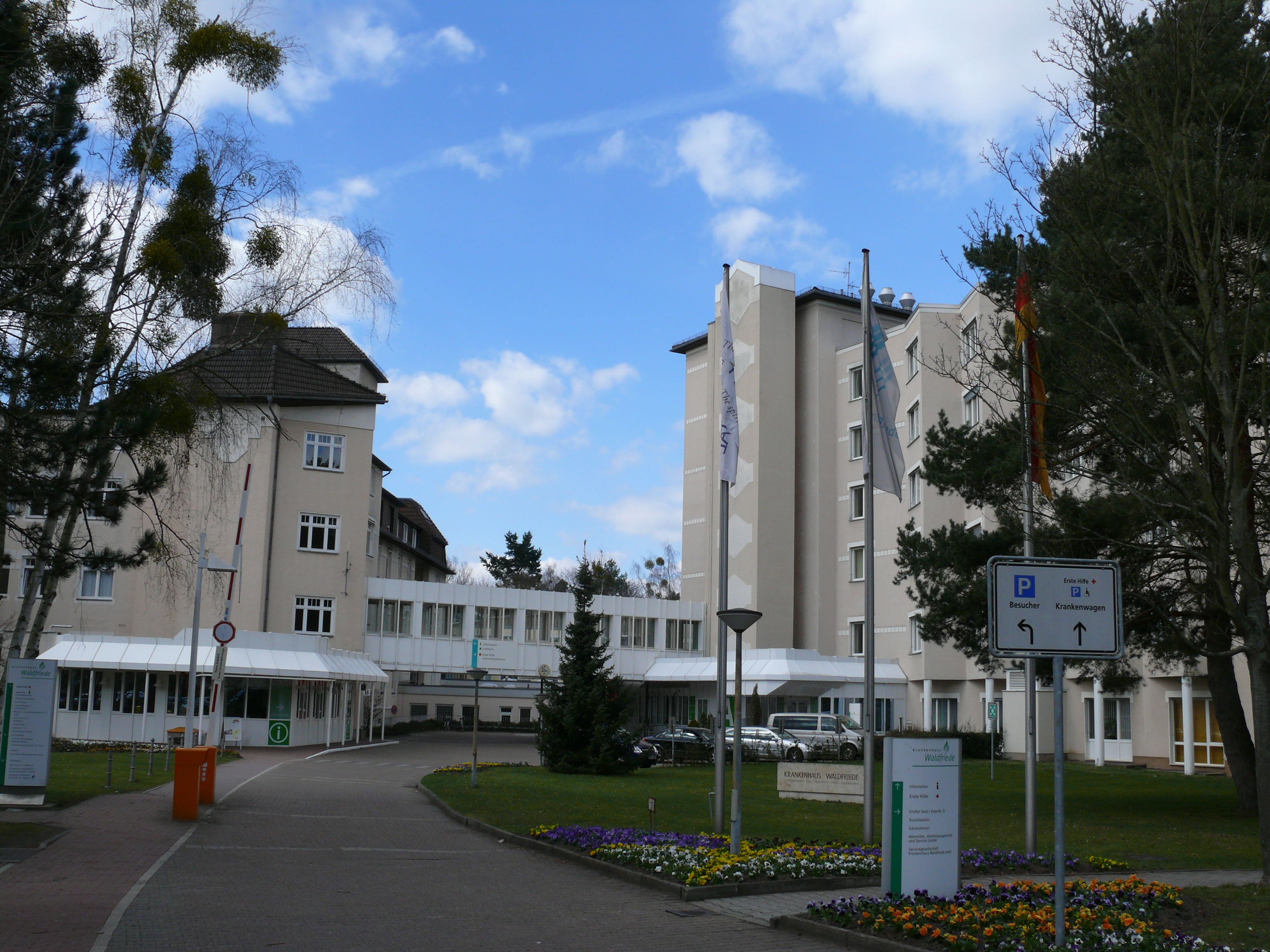
Krankenhaus Waldfriede

Das Krankenhaus verfügt über 160 Betten. Im Jahr 2017 wurden 12.134 vollstationäre und 36.964 ambulante Fälle behandelt. Im gesamten Gesundheitsnetzwerk Waldfriede werden jährlich etwa 15.000 Patienten stationär und 60.000 Patienten ambulant behandelt. Dieser Verbund, zu dem u. a. eine Sozialstation und ein Seniorenheim gehören, beschäftigt rund 950 Mitarbeiter (Stand Ende 2016).
Der historische Garten des Krankenhauses steht unter Denkmalschutz.

## Geschichte
Auf dem 18.912 Quadratmeter großen Grundstück Argentinische Allee 40 Ecke Fischerhüttenstraße 99/109 (bis 1933: Alsenstraße 99/109) wurde zunächst 1904 durch den in Zehlendorf damals sehr aktiven und angesehenen Maurermeister Fritz Schirmer ein Sanatorium für die Bauherren Peter und Valerie Ziegelroth errichtet und im Februar 1905 als Waldsanatorium Zehlendorf-West (auch Dr. Ziegelroth’s Sanatorium) eröffnet. Im Herbst 1919 erwarb der Arzt Louis Eugen Conradi das Grundstück für die Siebenten-Tags-Adventisten und begründete das dort am 15. April 1920 mit 39 Betten in 27 Krankenzimmern und einem Operationssaal eröffnete Krankenhaus Waldfriede mit. Bis zur Gründung des Vereins Krankenhaus Waldfriede e. V. im Jahr 1935 wurde das Krankenhaus unter der Trägerschaft des Deutschen Verein für Gesundheitspflege geführt. Trotz mehrerer Hundert Luftangriffe der Alliierten auf Berlin überstanden die Krankenhausgebäude den Zweiten Weltkrieg unbeschadet und wurden in den folgenden Jahrzehnten mehrmals durch Neubauten erweitert.
1993 wurde erstmalig in Deutschland an ein Akutkrankenhaus ein Gesundheitsförderungszentrum mit einem strukturierten Präventivprogramm angesiedelt. 2008 wurden für dieses Gesundheitszentrum Primavita die Sporträumen um eine eigene Schwimmhalle erweitert, sodass Schwimmkurse und medizinische Wasseranwendungen im Rahmen des präventiven Kursprogramme durchgeführt werden können.
Als erstes Krankenhaus in Deutschland hat das Krankenhaus Waldfriede im September 2000 eine Babyklappe eröffnet, welche im März 2025 entfernt wurde.
Im Jahr 2008 wurde das Krankenhaus Europäische Ausbildungsstelle für Operationstechniken in der Koloproktologie und richtet seither alle zwei Jahre den Internationalen Koloproktologie-Kongress im Hause aus.
Im September 2013 wurde unter der Schirmherrschaft von Waris Dirie das Desert Flower Center (kurz DFC; englisch für ‚Wüstenblumen-Zentrum‘) des Krankenhauses eröffnet, in dem Frauen mit Genitalverstümmelung (FGM) medizinische und psychosoziale Hilfe und Unterstützung erhalten. Es ist das weltweit erste und Stand Oktober 2016 einzige Zentrum, das FGM-Opfer ganzheitlich betreut und behandelt. Geleitet wird es von Roland Scherer, Chefarzt des Zentrums für Darm- und Beckenbodenchirurgie sowie Präsidenten der Desert Flower Foundation (DFF) Deutschland; die ärztliche Koordination und Sprechstunde erfolgt durch die Oberärztin Cornelia Strunz, Fachärztin für Chirurgie und Gefäßchirurgie sowie Generalsekretärin der deutschen DFF. 2016 wurde das DFC vom Land Berlin mit der Louise-Schroeder-Medaille ausgezeichnet.
Im Juni 2015 erhielt das Krankenhaus für das Projekt Angstfreies Krankenhaus den mit 5000 Euro dotierten Sonderpreis der gemeinsam vom AOK-Bundesverband, der Ärztekammer Berlin und der AOK Nordost bundesweit verliehenen Auszeichnung Berliner Gesundheitspreis 2015.
Im Oktober 2024 musste das Krankenhaus aufgrund steigender Fixkosten ein Schutzschirmverfahren einleiten.
Im Mai 2025 einigte sich das Krankenhaus mit seinen Gläubigern.